# Melvin Manhoef
Melvin Manhoef (Paramaribo, 11 de maio de 1976) é um lutador surinameso-neerlandês de artes marciais mistas e kickboxing. No kickboxing, ele é o ex-Campeão Mundial do It's Showtime 85MAX, e no MMA ele foi o Campeão Meio Pesado do Cage Rage. Ele também competiu pelo Strikeforce, DREAM, RINGS, K-1, ONE FC, e KSW. Em 5 Junho de 2014, Manhoef foi colocado em 8° no Peso Médio do GLORY.

## Biografia
Manhoef nasceu em Paramaribo, Suriname. Quando ele tinha três anos de idade sua família se mudou para Rotterdam, Holanda. Manhoef esteve envolvido com futebol quando era jovem, e foi apresentado ao Kickboxing pelo seu irmão mais novo, Moreno. Ele começou na Rock gym Zaandam, mas logo se mudou para a Choku Gym in Zaandam.

## Carreira
Aos 18, ele fez sua primeira luta, que ele venceu por decisão. Ele retornou em Setembro de 2001, como parte da Chakuriki Gym. Em 2004, Manhoef entrou para a promoção Cage Rage em Londres. Ele se tornou o Campeão Meio Pesado Britânico do Cage Rage ao derrotar Fabio Piamonte no Cage Rage 13. Ele defendeu seu título por quase dois anos, antes de entrar para a afiliada do K-1 no MMA, Hero's em 2006. Ele venceu sua primeira luta no Hero's 4 contra Shungo Oyama por nocaute técnico no primeiro round.
Melvin mudou seu foco principal para o MMA nos últimos anos. Ele perdeu para Dong-sik Yoon por finalização no K-1 Dynamite!! USA, ele derrotou Bernard Ackah no Round de Abertura do Torneio de Médios do K-1 Hero's, e também conseguiu uma vitória por nocaute técnico sobre Fabio Silva, um lutador da Chute Boxe, por nocaute técnico no Final do GP do K-1 Hero's. No Dream 4 Melvin enfrentou Kazushi Sakuraba. Manhoef e Sakuraba circularam no ring no primeiro minuto da luta, antes de Manhoef derrubar Sakuraba com chute na cabeça e finaliza-lo por nocaute técnico aos 90 segundos do primeiro round. Com a vitória, Melvin avançou para a semifinal do Grand Prix de Médios do DREAM. No Dream 6 Melvin enfrentou Gegard Mousasi como o torneio mandava. Atencioso a trocação de Manhoef, Mousasi rapidamente levou a luta para o chão apesar das tentativas de defesa com um sprawl. Mousasi pegou as costas de Manhoef até encaixar um triângulo aos 1:28 do primeiro round, sobrevivendo um forte slam de Manhoef enquanto apertava a finalização. Mousasi depois venceu o Grand Prix de Médios do Dream.
No Dynamite!! 2008 Melvin enfrentou Mark Hunt como substituto no peso pesado, apesar de ser de duas categorias de peso abaixo do seu oponente. Independentemente da desvantagem de tamanho, ele aplicou um knockdown no queixo-de-ferro em 18 segundos e prosseguiu com socos posturado em Hunt, antes do árbitro interromper a luta. Foi a primeira vez que Hunt foi finalizado em sua carreira no MMA. Ele enfrentou o ex-Campeão Peso Médio do WEC Paulo Filho em 20 de Julho de  2009 no Dream 10. Apesar de começar a luta com sucesso em pé com sua trocação, Manhoef foi colocado para baixo e finalizado com uma chave de braço no primeiro round.
Manhoef assinou um contrato de várias lutas com o Strikeforce. Manhoef fez sua estréia para a organização contra Robbie Lawler em 30 de Janeiro de 2010 no Strikeforce: Miami. Apesar de começar forte com fortes chutes nas pernas e socos, ele foi nocauteado aos 3:33 do primeiro round.
Manhoef enfrentou Tatsuya Mizuno no Dream 15 e perdeu por finalização.
Manhoef retornou aos Estados Unidos em Março de 2011, enfrentando Tim Kennedy no Strikeforce: Feijão vs. Henderson. Ele perdeu por finalização no primeiro round.

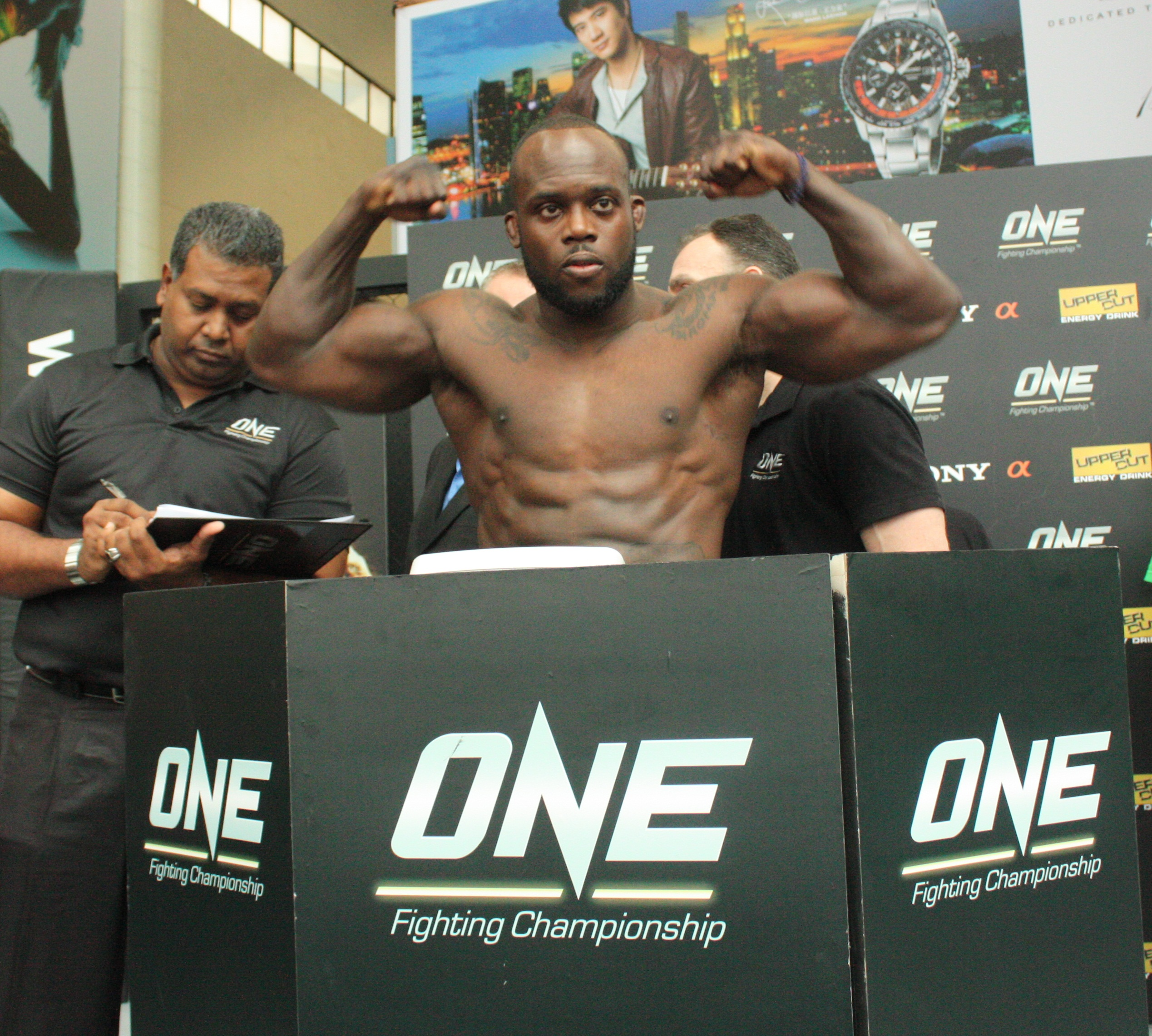
Manhoef em 2012.

Em 31 de Janeiro de 2012 foi anunciado que Manhoef havia assinado com o ONE Fighting Championship e lutaria com Renato Sobral no evento principal do ONE FC: War of the Lions. Porém, Sobral se retirou da luta e Manhoef enfrentou Yoshiyuki Nakanishi. A luta terminou Sem Resultado devido a uma lesão acidental na perna de Manhoef no primeiro round. Manhoef conseguiu uma vitória por nocaute em 6 de Outubro de 2012 contra Ryo Kawamura, seguindo com uma rápida vitória por nocaute sobre Dennis Kang em 31 de Dezembro de 2012. Melvin estava com uma sequência de três vitórias no MMA e foi para 4-0 no Ano Novo.
Recentemente Manhoef treinava com a famosa Black House nos Estados Unidos. Ele ajudou seu companheiro de equipe Lyoto Machida a treinar para a luta com Dan Henderson. Manhoef esperava abertamente assinar com o UFC após visitar o UFC 156 em Las Vegas e encontrar Dana White.
Em 2013 Manhoef enfrentou o veterano do UFC Brock Larson no ONE FC: Kings and Champions em 5 de Abril. Após controlar a trocação e Larson literalmente fugiu dele, Manhoef foi repetidamente derrubado nos últimos dois rounds e Larson venceu por decisão unânime. Ele perdeu para Mamed Khalidov no KSW 23 em 8 de Junho de 2013.
Ele perdeu para Zabit Samedov por decisão unânime na semifinal do torneio de kickboxing em 93 kg do Legend 2: Invasion em Moscou, Rússia em 9 de Novembro de 2013.
Manhoef enfrentou Evangelista Santos em uma revanche muito esperada pelo Título Meio Médio do Gringo Super Fight em 27 de Abril. The fight was Melvin's first at 170 lbs. Manhoef venceu a luta por nocaute técnico, no começo da luta.
Foi anunciado durante a transmissão do Glory 15: Istanbul que Manhoef iria participar do Torneio de Médios do Glory 17: Los Angeles em Inglewood, California em 21 de Junho de 2014. Seu oponente foi Filip Verlinden. Ele perdeu por decisão unânime.

### Bellator MMA
Ele fez sua estréia no Bellator MMA contra Doug Marshall em 19 de Setembro de 2014 no Bellator 125 e o venceu por nocaute com um soco aos 1:45 do primeiro round.
Sua segundo luta na organização foi contra Joe Schilling em 15 de Novembro de 2014 e ele foi derrotado por nocaute no segundo round.

## Títulos

### Kickboxing
- It's Showtime
  - Campeão Mundial do It's Showtime 85 kg MAX (Uma vez, primeiro)

### Artes Marciais Mistas
- Cage Rage
  - Campeão Meio Pesado do Cage Rage (Uma vez)
- DREAM
  - Finalista do Grand Prix de Médios do DREAM
- K-1 Hero's
- 'Finalista de Meio Pesados do Hero's de 2006
- Sherdog
  - 2012 All-Violence First Team[17]
- Gringo Super Fight
  - Campeão Meio Médio do GSF

## Cartel no MMA
| Cartel no MMA   |             |             |
| 52 lutas        | 32 vitórias | 17 derrotas |
| Por nocaute     | 29          | 7           |
| Por finalização | 0           | 8           |
| Por decisão     | 3           | 2           |
| Empates         | 1           | 1           |
| No contest      | 2           | 2           |

| Res.    | Cartel      | Oponente             | Método                          | Evento                                          | Data       | Round | Tempo | Local                   | Notas |
| ------- | ----------- | -------------------- | ------------------------------- | ----------------------------------------------- | ---------- | ----- | ----- | ----------------------- | --- |
| Derrota | 32–17–1 (2) | Igor Tanabe          | Finalização                     | Inoki Bom-Ba-Ye x Ganryujima                    | 28/12/2022 | 1     | 1:58  | Tóquio                  | |
| Derrota | 32–16–1 (2) | Yoel Romero          | KO (cotoveladas)                | Bellator 285                                    | 23/09/2022 | 3     | 3:34  | Dublin                  | |
| Derrota | 32–15–1 (2) | Corey Anderson       | TKO (cotoveladas)               | Bellator 251                                    | 5/11/2020  | 2     | 2:34  | Uncasville, Connecticut | |
| Vitória | 32–14–1 (2) | Yannick Bahati       | TKO                             | Bellator 230                                    | 12/10/2019 | 1     | 2:29  | Milão                   | |
| Vitória | 31–14–1 (2) | Kent Kauppinen       | Decisão (unânime)               | Bellator 223                                    | 22/06/2019 | 3     | 5:00  | Londres                 | |
| Derrota | 30-14-1 (2) | Rafael Carvalho      | KO (chute na cabeça)            | Bellator 176                                    | 08/04/2016 | 4     | 3:15  | Torino                  | Pelo Cinturão Peso Médio do Bellator.                                                                                                  |
| Derrota | 30-13-1 (2) | Rafael Carvalho      | Decisão(Dividida)               | Bellator 155                                    | 20/05/2016 | 3     | 5:00  | Boise, Idaho            | Pelo Cinturão Peso Médio do Bellator.                                                                                                  |
| Vitória | 30–12–1 (2) | Hisaki Kato          | KO (socos)                      | Bellator 146                                    | 20/11/2015 | 1     | 3:43  | Thackerville, Oklahoma  | |
| NC      | 29–12–1 (2) | Alexander Shlemenko  | NC (resultado anulado)          | Bellator 133                                    | 13/02/2015 | 2     | 1:25  | Fresno, California      | Originalmente, vitória por nocaute de Shlemenko; o resultado foi anulado depois que ele testou positivo para esteróides anabolizantes. |
| Derrota | 29-12-1 (1) | Joe Schilling        | Nocaute (soco)                  | Bellator 131                                    | 15/11/2014 | 2     | 0:32  | San Diego, California   | |
| Vitória | 29-11-1 (1) | Doug Marshall        | Nocaute (soco)                  | Bellator 125                                    | 19/09/2014 | 1     | 1:45  | Fresno, California      | Estreia no Bellator. |
| Vitória | 28–11–1 (1) | Evangelista Santos   | TKO (socos)                     | Gringo Super Fight 10                           | 27/04/2014 | 1     | 0:46  | Rio de Janeiro          | Ganhou o Título Meio Médio do GSF. |
| Derrota | 27–11–1 (1) | Mamed Khalidov       | Finalização (guilhotina)        | KSW 23                                          | 08/06/2013 | 1     | 2:09  | Gdansk                  | Peso Casado (87 kg); Khalidov não bateu o peso.                                                                                        |
| Derrota | 27–10–1 (1) | Brock Larson         | Decisão (unânime)               | ONE FC: Kings and Champions                     | 05/04/2013 | 3     | 5:00  | Kallang                 | |
| Vitória | 27–9–1 (1)  | Denis Kang           | TKO (joelhada no corpo)         | Dream 18                                        | 31/12/2012 | 1     | 0:50  | Saitama                 | |
| Vitória | 26–9–1 (1)  | Ryo Kawamura         | KO (soco)                       | ONE FC: Rise of Kings                           | 06/10/2012 | 1     | 4:40  | Kallang                 | |
| Vitória | 25–9–1 (1)  | Jae Young Kim        | Decisão (dividida)              | Road FC 9: Beatdown                             | 15/09/2012 | 3     | 5:00  | Wonju                   | |
| NC      | 24–9–1 (1)  | Yoshiyuki Nakanishi  | Sem Resultado (lesão acidental) | ONE FC: War of the Lions                        | 31/03/2012 | 1     | 2:08  | Kallang                 | Corte na perna de Manhoef o deixou incapaz de continuar.                                                                               |
| Derrota | 24–9–1      | Tim Kennedy          | Finalização (mata leão)         | Strikeforce: Feijão vs. Henderson               | 05/03/2011 | 1     | 3:41  | Columbus, Ohio          | |
| Derrota | 24–8–1      | Tatsuya Mizuno       | Finalização (kimura)            | Dream 15                                        | 10/07/2010 | 1     | 7:23  | Saitama                 | Semifinal do GP de Meio Pesados do Dream.                                                                                              |
| Derrota | 24–7–1      | Robbie Lawler        | KO (soco)                       | Strikeforce: Miami                              | 30/01/2010 | 1     | 3:33  | Sunrise, Florida        | |
| Vitória | 24–6–1      | Kazuo Misaki         | TKO (socos)                     | Dynamite!! 2009                                 | 31/12/2009 | 1     | 1:49  | Saitama                 | |
| Derrota | 23–6–1      | Paulo Filho          | Finalização (chave de braço)    | Dream 10                                        | 20/07/2009 | 1     | 2:35  | Saitama                 | |
| Vitória | 23–5–1      | Mark Hunt            | KO (socos)                      | Dynamite!! 2008                                 | 31/12/2008 | 1     | 0:18  | Saitama                 | Luta no Peso Pesado. |
| Derrota | 22–5–1      | Gegard Mousasi       | Finalização (triângulo)         | Dream 6                                         | 23/09/2008 | 1     | 1:28  | Saitama                 | Semifinal do GP de Médios do Dream. |
| Vitória | 22–4–1      | Kazushi Sakuraba     | KO (socos)                      | Dream 4                                         | 15/06/2008 | 1     | 1:30  | Yokohama                | Quartas de Final do GP de Médios do Dream.                                                                                             |
| Vitória | 21–4–1      | Dae Won Kim          | TKO (joelhada & socos)          | Dream 3                                         | 11/05/2008 | 1     | 4:08  | Saitama                 | Luta Reserva do GP de Médios do Dream.                                                                                                 |
| Vitória | 20–4–1      | Yosuke Nishijima     | TKO (socos)                     | K-1 PREMIUM 2007 Dynamite!!                     | 31/12/2007 | 1     | 1:49  | Osaka                   | |
| Vitória | 19–4–1      | Fabio Silva          | TKO (socos)                     | Hero's 10                                       | 17/09/2007 | 1     | 1:00  | Yokohama                | |
| Vitória | 18–4–1      | Bernard Ackah        | TKO (socos)                     | Hero's 9                                        | 16/07/2007 | 1     | 2:13  | Yokohama                | |
| Derrota | 17–4–1      | Dong Sik Yoon        | Finalização (chave de braço)    | K-1 Dynamite!! USA                              | 02/06/2007 | 2     | 1:17  | Los Angeles, California | |
| Vitória | 17–3–1      | Yoshiki Takahashi    | TKO (socos)                     | Hero's 8                                        | 12/03/2007 | 1     | 2:36  | Nagoya                  | |
| Derrota | 16–3–1      | Yoshihiro Akiyama    | Finalização (chave de braço)    | Hero's 7                                        | 09/10/2006 | 1     | 1:58  | Yokohama                | Final do GP de Meio Pesados do Hero's de 2006.                                                                                         |
| Vitória | 16–2–1      | Shungo Oyama         | TKO (socos)                     | Hero's 7                                        | 09/10/2006 | 1     | 1:04  | Yokohama                | Semifinal do GP de Meio Pesados do Hero's de 2006.                                                                                     |
| Vitória | 15–2–1      | Crosley Gracie       | TKO (socos)                     | Hero's 6                                        | 05/08/2006 | 1     | 9:12  | Tóquio                  | Quartas de Final do GP de Meio Pesados do Hero's de 2006.                                                                              |
| Vitória | 14–2–1      | Ian Freeman          | KO (socos)                      | Cage Rage 17                                    | 01/07/2006 | 1     | 0:17  | Londres                 | Defendeu o Título Meio Pesado Mundial do Cage Rage.                                                                                    |
| Vitória | 13–2–1      | Shungo Oyama         | TKO (corte)                     | Hero's 4                                        | 15/03/2006 | 1     | 2:51  | Tóquio                  | |
| Vitória | 12–2–1      | Evangelista Santos   | KO (socos)                      | Cage Rage 15                                    | 04/02/2006 | 2     | 3:51  | Londres                 | Defendeu o Título Meio Pesado Mundial do Cage Rage.                                                                                    |
| Vitória | 11–2–1      | Fabio Piamonte       | KO (socos)                      | Cage Rage 13                                    | 10/09/2005 | 1     | 0:51  | Londres                 | Ganhou o Título Meio Pesado Mundial do Cage Rage.                                                                                      |
| Vitória | 10–2–1      | Paul Cahoon          | TKO (socos)                     | CFC 4 Cage Carnage                              | 03/07/2005 | 1     | N/A   | Liverpool               | |
| Vitória | 9–2–1       | Bob Schrijber        | Decisão (unânime)               | It's Showtime Boxing & MMA Event 2005 Amsterdam | 12/06/2005 | 2     | 5:00  | Amsterdam               | |
| Vitória | 8–2–1       | Ladislav Zak         | TKO (inter. do córner)          | Queens Fight Night                              | 30/04/2005 | 1     | 0:37  | Eindhoven               | |
| Vitória | 7–2–1       | Matthias Riccio      | TKO (socos)                     | Cage Rage 10                                    | 26/02/2005 | 1     | 3:01  | Londres                 | |
| Derrota | 6–2–1       | Rodney Glunder       | KO (socos)                      | It's Showtime 2004 Amsterdam                    | 20/05/2004 | 2     | 4:43  | Amsterdam               | |
| Vitória | 6–1–1       | Slavomir Molnar      | KO (socos)                      | Heaven or Hell 4                                | 08/04/2004 | 1     | N/A   | Praga                   | |
| Vitória | 5–1–1       | Alexandr Garkushenko | TKO (socos)                     | 2H2H 13: Russia vs the World                    | 06/04/2003 | 1     | 6:57  | Saint Petersburg        | |
| Derrota | 4–1–1       | Bob Schrijber        | KO (socos)                      | 2H2H 11: Simply the Best                        | 16/03/2003 | 1     | 4:04  | Rotterdam               | |
| Vitória | 4–0–1       | Mika Ilmén           | KO (soco)                       | It's Showtime – As Usual / Battle Time          | 29/09/2002 | 1     | 0:35  | Haarlem                 | |
| Vitória | 3–0–1       | Paul Cahoon          | TKO (inter. do córner)          | Rings Holland: Saved by the Bell                | 02/06/2002 | 2     | 2:07  | Amsterdam               | |
| Vitória | 2–0–1       | Husein Cift          | KO (socos)                      | Hoogwoud Free Fight Gala                        | 15/12/2001 | 1     | 1:50  | Hoogwoud                | |
| Empate  | 1–0–1       | Rodney Glunder       | Empate                          | Rings Holland: The Kings of the Magic Ring      | 20/06/1999 | 2     | 5:00  | Utrecht                 | |
| Vitória | 1–0         | Jordy Jonkers        | TKO (palmada)                   | Battle of Amstelveen II                         | 02/12/1995 | 2     | 3:37  | Amstelveen              | |